# Reneszánsz Kőtár
A JPM Reneszán Kőtár a Zsolnay Múzeum kertjében található, eredeti faragott köveken és rekonstrukciókon mutatja be Pécs és környékének reneszánsz kori építészetét. A kőtár jelenleg zárva tart.
A reneszánsz kor művészete megkésve ért erre a területre a 16. században, s a fontosabb emlékek Szatmári György püspök nevéhez kapcsolhatók. A kiállításon bemutatott kőfaragványok a tettyei nyári palotájának egykori szépségéről tanúskodnak (lásd: Tettyei romok). A márévári ásatásokon, a vár feltárása alkalmával egy reneszánsz kori palota ablakkeretei, ajtója s egyéb díszes kőkeretek kerültek elő. Ezek alapján elkészíthető volt a palota rajzos rekonstrukciója, amelyet a kiállítás is bemutat. Ezek között található egy nevezetes kandalló rekonstrukciója is.
A 15. század végén, a 16. század első felében a város és környéke a magyarországi reneszánsz építészetnek egyik központja volt. Ezek az épületek többnyire elpusztultak, így azoknak csak töredékesen megmaradt díszítő részeit, ablak- és ajtónyílásait, címereit mutathatjuk be a kőtárban.

## Külső hivatkozások
- Reneszánsz Kőtár - Pécs az iranymagyarorszag.hu oldaláról.
- Reneszánsz Kőtár a vendegvaro.hu oldaláról.[halott link]
- Az utisugo.hu oldaláról.